# MAF1
MAF1‏ (MAF1 homolog, negative regulator of RNA polymerase III) هوَ بروتين يُشَفر بواسطة جين MAF1 في الإنسان.